# Oscarsgalan 2022
Oscarsgalan 2022 var den 94:e upplagan av Academy Awards, som belönade filminsatser från 2021, och hölls på Dolby Theatre 27 mars 2022.
Bästa film blev CODA, regisserad av Sian Heder.
Vid galan skämtade komikern Chris Rock om Will Smiths hustrus rakade huvud. Will Smith gick då upp på scenen och gav Rock en örfil vilket väckte stor uppmärksamhet.

## Vinnare och nominerade
Vinnarna listas i fetstil.
| Bästa film - CODA – Philippe Rousselet, Fabrice Gianfermi och Patrick Wachsberger, producenter - Belfast – Laura Berwick, Kenneth Branagh, Becca Kovacik och Tamar Thomas, producenter - Don't Look Up – Adam McKay och Kevin Messick, producenter - Drive My Car – Teruhisa Yamamoto, producent - Dune – Mary Parent, Denis Villeneuve och Cale Boyter, producenter - King Richard – Tim White, Trevor White och Will Smith, producenter - Licorice Pizza – Sara Murphy, Adam Somner och Paul Thomas Anderson, producenter - Nightmare Alley – Guillermo del Toro, J. Miles Dale och Bradley Cooper, producenter - The Power of the Dog – Jane Campion, Tanya Seghatchian, Emile Sherman, Iain Canning och Roger Frappier, producenter - West Side Story – Steven Spielberg och Kristie Macosko Krieger, producenter | Bästa regi - Jane Campion – The Power of the Dog - Kenneth Branagh – Belfast - Ryusuke Hamaguchi – Drive My Car - Paul Thomas Anderson – Licorice Pizza - Steven Spielberg – West Side Story |
| Bästa manliga huvudroll - Will Smith – King Richard som Richard Williams - Javier Bardem – Being the Ricardos som Desi Arnaz - Benedict Cumberbatch – The Power of the Dog som Phil Burbank - Andrew Garfield – Tick, Tick... Boom! som Jonathan Larson - Denzel Washington – The Tragedy of Macbeth som Lord Macbeth | Bästa kvinnliga huvudroll - Jessica Chastain – The Eyes of Tammy Faye som Tammy Faye Bakker - Olivia Colman – The Lost Daughter som Leda Caruso - Penélope Cruz – Parallel Mothers som Janis Martínez Moreno - Nicole Kidman – Being the Ricardos som Lucille Ball - Kristen Stewart – Spencer som Diana Spencer                                                                                           |
| Bästa manliga biroll - Troy Kotsur – CODA som Frank Rossi - Ciarán Hinds – Belfast som Pop - Jesse Plemons – The Power of the Dog som George Burbank - J. K. Simmons – Being the Ricardos som William Frawley - Kodi Smit-McPhee – The Power of the Dog som Peter Gordon | Bästa kvinnliga biroll - Ariana DeBose – West Side Story som Anita - Jessie Buckley – The Lost Daughter som Leda Caruso som ung - Judi Dench – Belfast som Granny - Kirsten Dunst – The Power of the Dog som Rose Gordon - Aunjanue Ellis – King Richard som Oracene "Brandy" Price |
| Bästa originalmanus - Belfast – Kenneth Branagh - Don't Look Up – Manus av Adam McKay; Story av Adam McKay och David Sirota - King Richard – Zach Baylin - Licorice Pizza – Paul Thomas Anderson - Världens värsta människa – Eskil Vogt och Joachim Trier | Bästa manus efter förlaga - CODA – Sian Heder - Drive My Car – Ryusuke Hamaguchi och Takamasa Oe - Dune – Jon Spaihts, Denis Villeneuve och Eric Roth - The Lost Daughter – Maggie Gyllenhaal - The Power of the Dog – Jane Campion |
| Bästa animerade film - Encanto – Jared Bush, Byron Howard, Yvett Merino och Clark Spencer - Flykt – Jonas Poher Rasmussen, Monica Hellström, Signe Byrge Sørensen och Charlotte de la Gournerie - Luca – Enrico Casarosa och Andrea Warren - Familjen Mitchell mot maskinerna – Mike Rianda, Phil Lord, Christopher Miller och Kurt Albrecht - Raya och den sista draken – Don Hall, Carlos López Estrada, Osnat Shurer och Peter Del Vecho | Bästa internationella långfilm - Drive My Car (Japan) regisserad av Ryusuke Hamaguchi - Flykt (Danmark) – regisserad av Jonas Poher Rasmussen - The Hand of God (Italien) – regisserad av Paolo Sorrentino - Skolan vid världens ände (Bhutan) – regisserad av Pawo Choyning Dorji - Världens värsta människa (Norge) – regisserad av Joachim Trier                                                        |
| Bästa dokumentär - Summer of Soul – Ahmir "Questlove" Thompson, Joseph Patel, Robert Fyvolent och David Dinerstein - Ascension – Den kinesiska drömmen – Jessica Kingdon, Kira Simon-Kennedy och Nathan Truesdell - Attica – Stanley Nelson och Traci A. Curry - Flykt – Jonas Poher Rasmussen, Monica Hellström, Signe Byrge Sørensen och Charlotte de la Gournerie - Eldskrift – Rintu Thomas och Sushmit Ghosh | Bästa kortfilmsdokumentär - The Queen of Basketball – Ben Proudfoot - Audible – Matthew Ogens och Geoff McLean - Lead Me Home – Pedro Kos och Jon Shenk - Three Songs for Benazir – Elizabeth Mirzaei och Gulistan Mirzaei - When We Were Bullies – Jay Rosenblatt |
| Bästa kortfilm - The Long Goodbye – Aneil Karia och Riz Ahmed - Ala Kachuu – Take och Run – Maria Brendle och Nadine Lüchinger - The Dress – Tadeusz Łysiak och Maciej Ślesicki - On My Mind – Martin Strange-Hansen och Kim Magnusson - Please Hold – K.D. Dávila och Levin Menekse | Bästa animerade kortfilm - The Windshield Wiper – Alberto Mielgo och Leo Sánchez - Affairs of the Art – Joanna Quinn och Les Mills - Bestia – Hugo Covarrubias och Tevo Díaz - Boxballet – Anton Dyakov - Robin Robin – Dan Ojari och Mikey Please |
| Bästa filmmusik - Dune – Hans Zimmer - Don't Look Up – Nicholas Britell - Encanto – Germaine Franco - Parallella mödrar – Alberto Iglesias - The Power of the Dog – Jonny Greenwood | Bästa sång - "No Time to Die" från No Time to Die – Text och musik av Billie Eilish och Finneas O'Connell - "Be Alive" från King Richard – Text och musik av DIXSON och Beyoncé Knowles-Carter - "Dos Oruguitas" från Encanto – Text och musik av Lin-Manuel Miranda - "Down to Joy" från Belfast – Text och musik av Van Morrison - "Somehow You Do" från Four Good Days – Text och musik av Diane Warren |
| Bästa ljud - Dune – Mac Ruth, Mark Mangini, Theo Green, Doug Hemphill och Ron Bartlett - Belfast – Denise Yarde, Simon Chase, James Mather och Niv Adiri - No Time to Die – Simon Hayes, Oliver Tarney, James Harrison, Paul Massey och Mark Taylor - The Power of the Dog – Richard Flynn, Robert Mackenzie och Tara Webb - West Side Story – Tod A. Maitland, Gary Rydstrom, Brian Chumney, Andy Nelson och Shawn Murphy | Bästa scenografi - Dune – Patrice Vermette och Zsuzsanna Sipos - Nightmare Alley – Tamara Deverell och Shane Vieau - The Power of the Dog – Grant Major och Amber Richards - The Tragedy of Macbeth – Stefan Dechant och Nancy Haigh - West Side Story – Adam Stockhausen och Rena DeAngelo |
| Bästa foto - Dune – Greig Fraser - Nightmare Alley – Dan Laustsen - The Power of the Dog – Ari Wegner - The Tragedy of Macbeth – Bruno Delbonnel - West Side Story – Janusz Kaminski | Bästa smink - The Eyes of Tammy Faye – Linda Dowds, Stephanie Ingram och Justin Raleigh - En prins i New York 2 – Mike Marino, Stacey Morris och Carla Farmer - Cruella – Nadia Stacey, Naomi Donne och Julia Vernon - Dune – Donald Mowat, Love Larson och Eva von Bahr - House of Gucci – Göran Lundström, Anna Carin Lock och Frederic Aspiras                                                          |
| Bästa kostym - Cruella – Jenny Beavan - Cyrano – Massimo Cantini Parrini och Jacqueline Durran - Dune – Jacqueline West och Bob Morgan - Nightmare Alley – Luis Sequeira - West Side Story – Paul Tazewell | Bästa klippning - Dune – Joe Walker - Don't Look Up – Hank Corwin - King Richard – Pamela Martin - The Power of the Dog – Peter Sciberras - Tick, Tick... Boom! – Myron Kerstein och Andrew Weisblum |
| Bästa specialeffekter - Dune – Paul Lambert, Tristan Myles, Brian Connor och Gerd Nefzer - Free Guy – Swen Gillberg, Bryan Grill, Nikos Kalaitzidis och Dan Sudick - No Time to Die – Charlie Noble, Joel Green, Jonathan Fawkner och Chris Corbould - Shang-Chi and the Legend of the Ten Rings – Christopher Townsend, Joe Farrell, Sean Noel Walker och Dan Oliver - Spider-Man: No Way Home – Kelly Port, Chris Waegner, Scott Edelstein och Dan Sudick | |